# Coronel Lorenzo de Garaicoa
Coronel Lorenzo de Garaicoa ist eine Ortschaft und eine Parroquia rural („ländliches Kirchspiel“) im Kanton Simón Bolívar in der ecuadorianischen Provinz Guayas. Die Parroquia besitzt eine Fläche von 163,5 km². Die Einwohnerzahl lag im Jahr 2010 bei 10.898.

## Lage
Die Parroquia Coronel Lorenzo de Garaicoa liegt im Küstentiefland östlich der Großstadt Guayaquil. Das Gebiet liegt zwischen den Flussläufen von Río Chilintomo im Nordosten und Río Los Amarillos im Süden. Der Hauptort befindet sich 8,5 km südöstlich vom Kantonshauptort Simón Bolívar.
Die Parroquia Coronel Lorenzo de Garaicoa grenzt im Nordosten an die Provinz Los Ríos mit der Parroquia Febres Cordero (Kanton Babahoyo), im Südosten an den Kanton General Antonio Elizalde, im Süden an den Kanton Naranjito, im Westen an die Parroquias Roberto Astudillo und Mariscal Sucre (beide im Kanton Milagro) sowie im Nordwesten an die Parroquia Simón Bolívar. 

## Geschichte
Anfangs gab es die Hacienda Pedregal, die später zu einer Recinto wurde. Die Parroquia Coronel Lorenzo de Garaicoa wurde am 13. Oktober 1920 gegründet (Acuerdo ejecutivo N° 225). Namensgeber war Coronel Lorenzo de Garaicoa (oder Garaycoa) (* 10. August 1794; † 1. November 1880), der an der Revolution vom 9. Oktober 1820 in Guayaquil teilnahm.